# Suwa

Suwa (諏訪市 Suwa-shi?) este un municipiu din Japonia, prefectura Nagano.